# Colby Slater
Colby Edmund Slater (Berkeley, 30 april 1896 - Clarksburg, 30 januari 1965) was een Amerikaans rugbyspeler. Slater speelde als voorwaartse.

## Carrière
Tijdens de Olympische Zomerspelen 1920 en 1924 werd hij met de Amerikaanse ploeg olympisch kampioen. In 1924 won hij de gouden medaille aan de zijde van zijn broer Norman.

## Erelijst

### Met Verenigde Staten
- Olympische Zomerspelen:  1920, 1924